# Srivastava
Pour l’article homonyme, voir (16202) Srivastava.
Cette page présente le nom de famille Srivastava ainsi que ses variantes.
Srivastava (que l'on trouve sous diverses graphies : Shrivastava, Shrivastav ou Srivastav) est un nom de famille indien.

## Occurrence
Le nom Srivastava est répandu dans la communauté Kayastha, rattachée à la caste des lettrés selon le système hiérarchique hindou,,,. Dans les monarchies indiennes, les Kayastha d'Inde septentrionale occupaient les principaux postes de l'administration et de la chancellerie, tout en constituant une élite urbaine,. 

## Histoire
Ce nom est notamment porté par :
- Chantale Srivastava, journaliste scientifique, à Radio Canada ;
- S. P. Srivastava, un professeur de science logique à l'Université de Lakhimpur (Uttar Pradesh, Inde) ;
- Nirmala Srivastava (1923-2011), la fondatrice du mouvement Sahaja Yoga.